# Ken Caminiti
Kenneth Gene Caminiti (ur. 21 kwietnia 1963, zm. 10 października 2004) — amerykański baseballista, który występował na pozycji trzeciobazowego.
Przez 15 sezonów (1987-2001) występował w zawodowej lidze baseballa MLB, broniąc barw czterech zespołów: Houston Astros, San Diego Padres, Texas Rangers i Atlanta Braves. W 1996 został uznany za najlepszego zawodnika (MVP) ligi. Trzykrotnie uczestniczył w Meczu Gwiazd MLB (1994, 1996, 1997). W 2001, po serii kontuzji pod koniec lat 90., zakończył karierę zawodniczą.
W 2002 przyznał się do stosowania środków dopingujących w okresie swoich występów zawodniczych. Miał także problemy z narkotykami i alkoholem. Zmarł na zawał serca 10 października 2004 roku.